# Lövvikevatten
Lövvikevatten är en sjö i Uddevalla kommun i Bohuslän och ingår i Bäveån-Örekilsälvens kustområde. Sjön är 7,5 meter djup, har en yta på 0,0803 kvadratkilometer och befinner sig 4,3 meter över havet.

## Delavrinningsområde
Lövvikevatten ingår i det delavrinningsområde (646856-125180) som SMHI kallar för Rinner mot Koljö fjord. Medelhöjden är 40 meter över havet och ytan är 19,96 kvadratkilometer. Det finns inga avrinningsområden uppströms utan avrinningsområdet är högsta punkten. Avrinningsområdets utflöde mynnar i havet, utan att ha någon enskild mynningsplats. Avrinningsområdet består mestadels av skog (42 %), öppen mark (28 %) och jordbruk (23 %). Avrinningsområdet har 0,08 kvadratkilometer vattenytor vilket ger det en sjöprocent på 0,4 %. Bebyggelsen i området täcker en yta av 0,98 kvadratkilometer eller 5 % av avrinningsområdet.